# Pölöskey Péter
Pölöskey Péter (Budapest, 1988. augusztus 1. –) magyar labdarúgó és festő. Pölöskei Gábor válogatott labdarúgó fia. Testvére, Pölöskei Zsolt szintén labdarúgó. Érdekesség, hogy nevét édesapjával ellentétben y-nal írja.

## Pályafutása
2009. augusztus 1-jén, a ZTE elleni első magyar élvonalbeli mérkőzésén a 41. percben csereként állt be, és két gólt szerzett. 2012. július 31-én közös megegyezéssel szerződést bontott a Ferencvárossal.

## Sikerei, díjai
Ferencváros
- Bajnoki bronzérmes: 1 alkalommal (2011)

 Debreceni VSC
- Magyar Kupa-győztes: 2013